# Sávos békagéb
A sávos békagéb (Benthophiloides brauneri) a csontos halak (Osteichthyes) főosztályának a sugarasúszójú halak (Actinopterygii) osztályába, ezen belül a sügéralakúak (Perciformes) rendjébe, a gébfélék (Gobiidae) családjába és a Benthophilinae alcsaládjába tartozó faj.
A Benthophiloides csontoshal-nem típusfaja.

## Előfordulása
A sávos békagéb rendszerint a sekély brakkvizek és partközeli édesvizek lakója. A Fekete-tenger nyugati és északi felén, valamint az Azovi- és a Kaszpi-tengerek partvidékén található meg.

## Megjelenése
A hal testhossza 4 - 5 centiméter, legfeljebb 7,2 centiméter a nőstények esetében. Az ívásra kész állatoknak nincsenek pikkelyei. A fiatalok oldalán foltokban apró, fésűs pikkelyek vannak igen hosszú tüskékkel. A tüskék gyakran hosszabbak, mint a pikkelyek keresztmetszete. A sávos géb testén, kereken két sötét sáv húzódik. Nincsenek az ajkán tapogatószálak.

## Életmódja
Tápláléka gyűrűsférgekből, főleg a Nereis-fajokból áll; ezek mellett apró rákokat és árvaszúnyoglárvákat is fogyaszt.
Élőhelyén akár 15 méter mélyre is lehatol. Legfeljebb 1 évig él.

## Szaporodása
Valószínűleg brakkvízben ívik, a sekélyebb parti részeken. Ikrái nagyok és körtealakúak. Július-augusztusban ívik. Egy nőstény körülbelül 20-30 ikrát rak.